# Mont Éryx
Pour les articles homonymes, voir Éryx.
Le mont Éryx (Erice en italien), dénommé aujourd'hui mont San Giuliano, est situé à la pointe nord-ouest de la Sicile, non loin de la ville de Trapani (en latin Drepanum), à une centaine de kilomètres à l'ouest de Palerme. Il culmine à 758 mètres d'altitude. On y trouve également le Castello Pepoli et le Castello di Venere (qui renferme quelques ruines du temple antique dédié à Vénus Érycine).

## Géographie
La ville d'Erice se trouve au sommet.
Le mont Éryx abrite la source de la rivière Lenzi.
Il est couvert de pins d'Alep, de chênes verts et de chênes pubescents.

## Histoire
Le mont Éryx doit son nom à Éryx, personnage mythologique qui défia Héraclès et fut tué par lui. Un temple fut élevé à l'endroit du combat et dédié à Aphrodite (mère d'Éryx).
Selon une autre légende rapportée par Virgile, le temple fut construit par Énée, après la mort d'Anchise, en l'honneur de sa mère, Aphrodite. « Puis on fonde en l'honneur d'Aphrodite sur le sommet du mont Eryx un temple voisin des étoiles » .
C'est à cette version que fait allusion l'historien Tacite qui rapporte dans ses Annales pour l'an 25 apr. J.-C. : « Puis les gens de Ségeste demandèrent que l'on restaurât le temple d'Aphrodite, sur le mont Éryx, ruiné en raison de sa vétusté, et ils rappelaient des faits bien connus sur son origine, et qui faisaient plaisir à [l'empereur] Tibère. Il accepta volontiers cette tâche, en qualité de parent. »
En 215 av. J.-C., après la cuisante défaite de Rome lors de la bataille du lac Trasimène contre Hannibal Barca, le dictateur Quintus Fabius Maximus Verrucosus Cunctator consacra sur le Capitole (entre autres cérémonies religieuses pour rétablir la Pax deorum) un temple dédié à Vénus Érycine.

### Les hiérodules
Dans le temple d'Aphrodite du mont Éryx, officiaient des hiérodules, des prostituées sacrées qui honoraient la déesse en s'unissant avec les pèlerins de passage. Assez courant en Orient, ce genre de culte était plus rare dans le monde gréco-latin. Une autre forme de prostitution sacrée est aussi connue à Corinthe.